# 滋賀県道104号石山停車場線
滋賀県道104号石山停車場線（しがけんどう104ごう いしやまていしゃじょうせん）は、滋賀県大津市を通る一般県道である。

## 概要
石山駅から石山商店街を通って大津市唐橋町に至る路線。東レ（かつての東洋レーヨン）の設立により拡幅整備された経緯を持つ。

### 路線データ
- 起点：大津市粟津町（JR西日本東海道本線 石山駅・京阪石山坂本線 京阪石山駅前）
- 終点：大津市唐橋町（唐橋西詰交差点、国道422号交点、滋賀県道2号大津能登川長浜線起点）
- 総延長：0.9 km

## 歴史
- 1958年（昭和33年）7月26日 - 滋賀県告示第291号により路線認定[2]。

## 地理

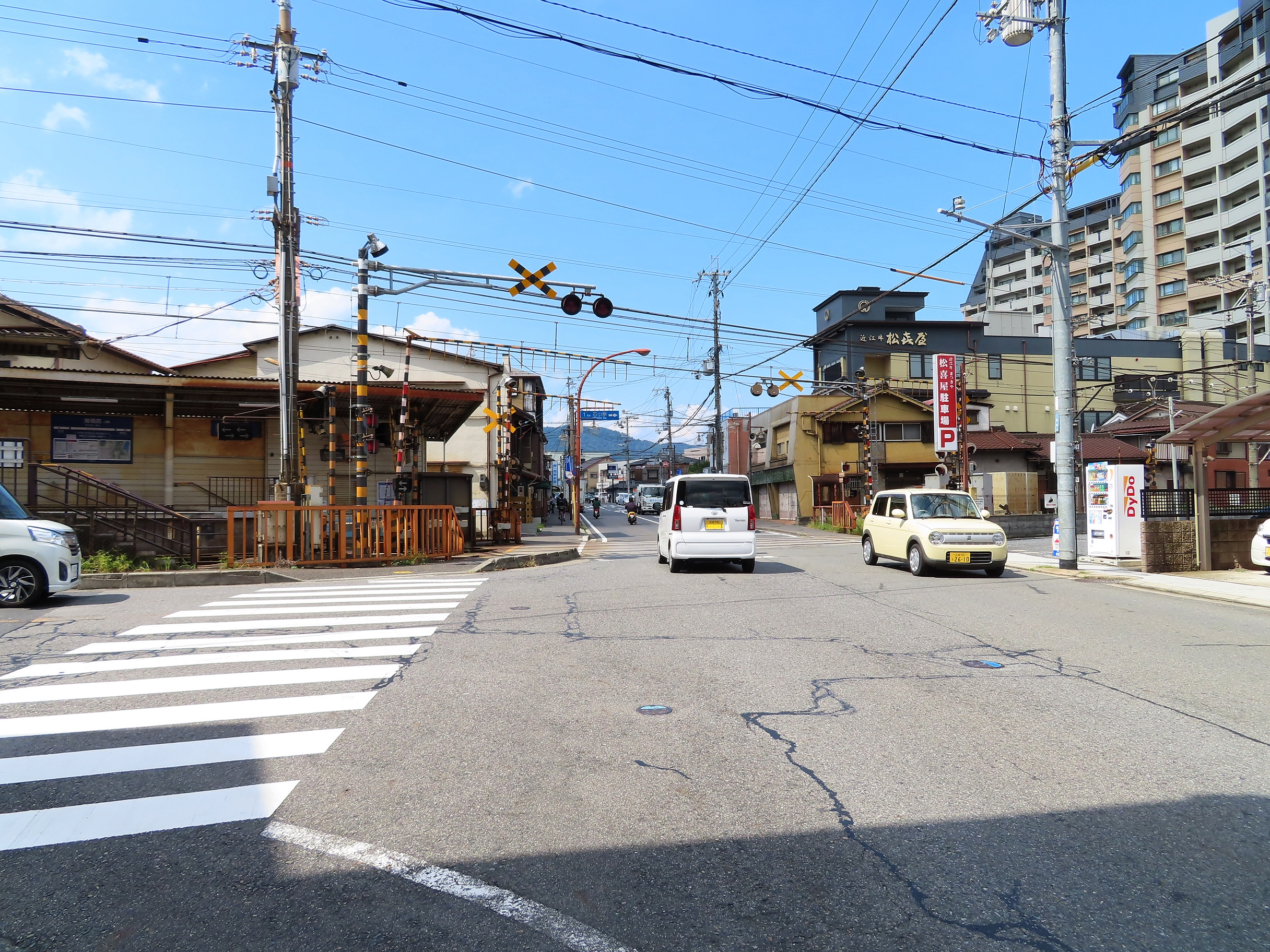
京阪石山坂本線と交差する踏切。左側に写るのが唐橋前駅。

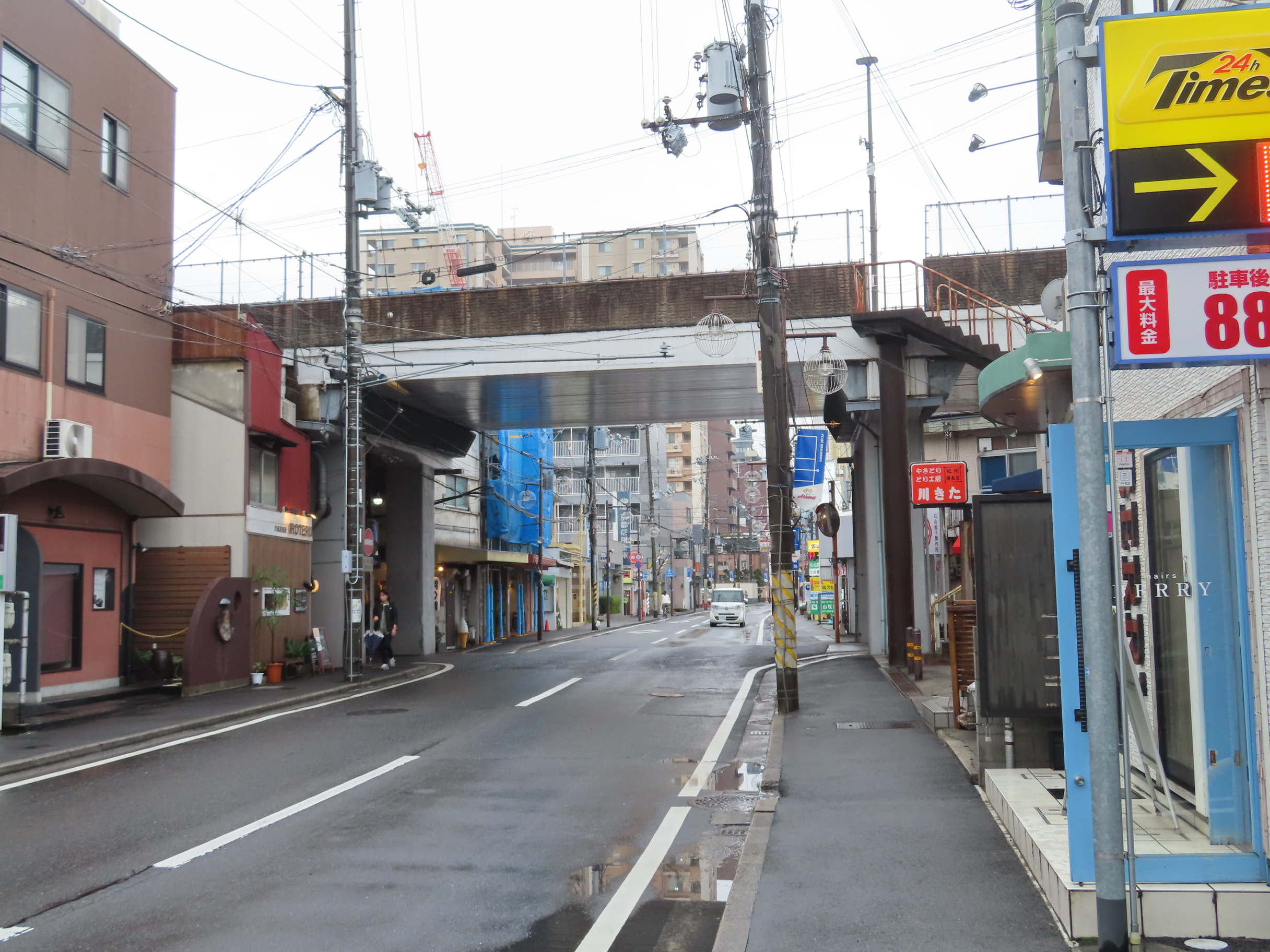
石山高架橋（国道1号・国道8号）付近。

### 通過する自治体
- 大津市

### 交差する道路
| 交差する道路                          | 交差する場所 | 交差する場所          |
| ------------------------------------- | ------------ | --------------------- |
| 国道1号 国道8号 重複                  | 松原町       | [ 注釈 1 ]            |
| 国道422号 滋賀県道2号大津能登川長浜線 | 唐橋町       | 唐橋西詰交差点 / 終点 |

### 交差する鉄道
- 京阪石山坂本線

### 沿線
- JR西日本東海道本線 石山駅
- 京阪石山坂本線
  - 京阪石山駅 - 唐橋前駅
- 滋賀銀行 石山支店
- 平和堂石山
- 京都信用金庫 石山支店
- 京都中央信用金庫 石山支店
- 大津栄町郵便局
- 福井銀行 大津支店
- 長徳寺
- 大津市立晴嵐幼稚園、あいあい保育園
- 瀬田の唐橋